# Carzano
Carzano település Olaszországban, Trento megyében. Lakosainak száma 510 fő (2023. január 1.). Carzano Castelnuovo, Scurelle és Telve községekkel határos.

## Népesség
A település népességének változása:
| Lakosok száma | 511  | 530  | 510  |
|               | 2017 | 2018 | 2023 |